# Luksemburški franak
Luksemburški franak, ISO 4217: LUF je bio službeno sredstvo plaćanja u Luksemburgu. Bio je vezan uz belgijski franak, označavao se simbolom fr. ili F., a dijelio se na 100 centima.
Luksemburški franak je uveden 1954., a zamijenjen je eurom 2002. u omjeru 1 euro = 40,3399 franaka.
U optjecaju su bile kovanice od 25 centima, te od 1, 5, 20 i 20 franaka, i novčanice od 100, 1000, 5000 franaka.